# Никола Тонджоров
Никола Христович Тонджоров (Николай Христов Таджер, Тенджер, Тенджеров) е български възрожденски просветен деец и учител.

## Биография
Роден е в град Самоков, тогава в Османската империя. Произхожда от занаятчийско семейство, а негов брат е Димитър Тонджоров, учител в Пловдив, Копривщица, Самоков, Брезник и Батак, където е убит през Априлското въстание. Друг негов родственик е Иван Алексиев Тонджоров, протестантски пастор и проповедник, сътрудник на списание „Зорница“, вестник „Македония“ и други.
Никола Тонджоров учи в родния си град между 1826 и 1827 година при Неофит Рилски, с когото поддържа приятелска връзка и по-късно му изпраща събрани народни песни. В Букурещ усвоява взаимоучителната метода. От януари 1835 година преподава в Свищов. В същата година открива взаимно училище в Самоков, в което преподава до 1843 година. Преподава в Пловдив между 1844 и 1846 година, в Кюстендил през 1847 – 1848 и 1849 – 1850 година. Ускорява направата на взаимното училище, обзавежда го с чинове, взаимоучителни таблици (66 бр.), черна дъска, катедра за учителя. През 1850 година разкрива ново светско училище, в което постъпват завършилите Взаимното училище. Въвежда нови науки: история, география, битоописание, благонравие, катехизис, граматика, гръцки език, смятане и гимнастика. Преподава по нова методика – класно-урочна. Въвежда и тържествените годишни изпити (изпитанието), които отначало се провеждат на 30 януари. Ръководи и двете училища и е наричан главен учител. От способните ученици подготвя свои помощници (подидаскали) за Взаимното и за по-маловажните предмети в класното училище. Обявен е от турците за „московец" (заради гимнастиката, в която виждали военна подготовка на учениците), и е принуден преждевременно да напусне града. Между 1850 и 1852 година преподава във Велес.
Загива в Батак, където го заварва Априлското въстание от 1876 година. Негови възпитаници са изтъкнатите възрожденски деятели Йордан Хаджиконстантинов Джинот, Натанаил Охридски, Синесий Скопски, Агапий Войнов, Райко Жинзифов.